# Rudolf Horský (husitský kněz)
Rudolf Horský, původním jménem Rudolf Hovádek (4. prosince 1914 Vamberk – 4. srpna 2001 Praha), byl český teolog, katecheta, duchovní a biskup Církve československé husitské, profesor a děkan Husovy československé bohoslovecké fakulty v Praze.

## Život
Pod svým vlastním jménem Rudolf Hovádek absolvoval gymnaziální studia v letech 1925–1933 s doplňkovou maturitou z latiny v roce 1934. Poté studoval na Husově československé evangelické fakultě bohoslovecké (HČEFB), kněžského svěcení se mu dostalo v Církvi československé již roku 1936, kdy také začal působit jako učitel náboženství na pražských školách.
Do duchovenské služby nastoupil po státních fakultních zkouškách 1. 10. 1938 v Praze-Dejvicích, poté (1940–1949) byl farářem v náboženské obci Praha-Žižkov. V roce 1939 se oženil s Annou Boučkovou, s níž měl tři dcery. Pod svým změněným jménem Rudolf Horský si doplnil pedagogické a psychologické vzdělání na Filozofické fakultě Univerzity Karlovy, na základě obhájené disertační práce Krise náboženské výchovy a cesty z ní získal 17. 12. 1947 doktorát teologie na HČEFB a stal se v ústředním úřadu CČS sekretářem pro nedělní školy. Od roku 1949 byl farářem v Tmani u Zdic a současně zastával funkci přednosty školského oddělení Úřadu patriarchy CČS.
Na nově ustavené Husově československé bohoslovecké fakultě (HČBF) působil v letech 1950–1962 jako profesor katechetiky (s přerušením v letech 1951–1953, kdy byl biskupem ostravským). Vzhledem k vážnému onemocnění prof. ThDr. Otto Rutrleho převzal v roce 1962 vedení katedry praktické teologie a byl též děkanem fakulty. Svou akademickou dráhu na HČBF uzavřel roku 1980. Paralelně se svým učitelským úvazkem vykonával duchovenskou službu v náboženských obcích Dobříš a Přerov nad Labem, již jako důchodce v letech 1980–1992 zastával místo faráře v Praze-Záběhlicích/Spořilově, kde také pořádal sbírku brýlí pro Afriku a pečlivě sám osobně připravoval zásilky pro tamní potřebné.[zdroj?]
Jeho základním oborem byla katechetika, kterou studoval a v níž i z praktického hlediska vynikal. Kromě dalších aktivit byl ideovým zakladatelem institutu nedělních škol v CČS, k dalším zájmovým oblastem patřilo především studium života a díla Jana Amose Komenského, jehož propagoval přednáškově i publicisticky. Po léta byl činný v domácím i zahraničním křesťanském esperantském hnutí jako dlouholetý předseda české sekce KELI (Kristana Esperantista Ligo Internacia).

## Dílo

### Knihy a skripta
- Úvod do katechetiky (díl I.). Praha 1955
- Bohoslužebné předměty a symboly v církvi československé. Praha 1963
- Výbor ze zákonů, nařízení a sněmovních usnesení ve věcech náboženských a církevních. Praha 1965
- Jak poskytujeme svátost útěchy nemocným v církvi československé. Praha 1966
- Radostné křesťanství : Metodická příručka pro posluchače Husovy fakulty, pro faráře a sbory služby (spolu s Miroslavem Durchánkem). Praha 1968
- Cesta k světlu. Praha 1970
- O svátostech a o křesťanském pohřbu s připojením pohřebních kázání (spolu s Miroslavem Durchánkem). Praha 1976
- Cesta: Otázky a odpovědi. Praha 1979, 1989

### Sborníky a pomůcky pro výuku náboženství
- Písně nedělní školy církve československé : Hudební doprovod dodatku školního zpěvníku. Praha 1948
- Ze života prvotní církve: Sbírka úloh nedělních škol církve československé. Praha 1949
- Pomůcky pro duchovní péči o mladé příslušníky církve československé. Praha 1951
- Jak pracujeme s dětmi (Příručka pro učitele náboženství a laické kazatele). Praha 1952

### Studie, eseje a články
- Vycházely především v dvouměsíčníku Náboženská revue církve československé (později v Theologické revui CČS/H/), týdeníku Český zápas a v kalendáři Blahoslav.